# クレージーの大爆発
『クレージーの大爆発』（クレージーのだいばくはつ）は、1969年に公開されたクレージーキャッツ主演作品。クレージー作戦シリーズ第13作。カラー、シネマスコープ。同時上映はザ・ドリフターズ主演の『ドリフターズですよ!全員突撃』（監督：和田嘉訓）。

## 概要
『大冒険』の路線を受け継ぐ本格特撮を用いたSF仕立てのコメディ作品。本作品がメンバー全員での歌唱シーンがある最後のクレージー映画である。中野昭慶の特技監督デビュー作でもある。
三億円事件やアポロ11号の月面着陸など、当時の世相を取り入れている。水爆搭載機の発進シーンには、実物大モデルを用いている。

## ストーリー
三億円事件の犯人、大木健太郎は、競馬場に通いつめて札束減らしをしていた。そんな大木の前に、毛利エリ子という女性が現れ、三億円強奪現場のフィルムを見せてきた。彼女は秘密組織GIBから、三一銀行に預けられている金塊を大木に盗ませるように仕向けるという指令を受けていた。宇宙真丸教のご本尊のお告げで金塊の奪取を決めた大木は6人の仲間を集めて後楽園球場を借り切り、巨人 - 阪神戦の最中に作戦会議を開く。映画撮影と称して金庫までのトンネルを掘り、見事金塊を入手。7人は金塊を積んだ輸送機に乗ってGIB本部へと赴くが、受信機が捉えた自衛隊の情報によると、何とこの輸送機には水爆が搭載されているというのだ。そして輸送機は富士の乱気流に巻き込まれる。

## キャスト
- 大木健太郎[6]：植木等
- 立花五郎[6]：ハナ肇
- 中谷宏[6]：谷啓
- 赤塚：犬塚弘
- 土井：桜井センリ
- 三橋：石橋エータロー
- 松田：安田伸
- 毛利エリ子[6]（X14号）：松岡きっこ
- 立花房子[6]：悠木千帆（現・樹木希林）
- 立花六郎：黒川俊成
- 坂内澄江[6]：高橋紀子
- 志村[6]：人見明
- ビルの管理人[6]：由利徹
- W：平田昭彦
- Z：アンドリュー・ヒューズ
- Y18号：桐野洋雄
- GIB情報部員：草川直也、荒木保夫、大前亘
- 総理[6]：藤田まこと
- 官房長官[6]：藤村有弘
- 大臣：高田稔、田武謙三、北竜二、森野五郎
- 自衛隊隊長：石田茂樹
- 金塊の責任者：松本染升
- 三一銀行行員：徳永礼子
- 銀行のガードマン：木村豊幸
- デモ学生のリーダー：なべおさみ
- 文化人代表：ミッキー安川
- ロケ撮影の歌手：いしだあゆみ

## スタッフ
- 東宝・渡辺プロ作品
- 製作：大森幹彦、田波靖男
- 監督：古澤憲吾
- 脚本：田波靖男
- 撮影：永井仙吉
- 美術：小川一男
- 録音：増尾鼎
- 照明：金子光男
- 整音：下永尚
- 音楽：萩原哲晶
- 監督助手：渡辺邦彦
- 編集：黒岩義民
- 現像：東京現像所
- 製作担当者：鈴木政雄
- 特殊技術
  - 監督：中野昭慶
  - 撮影：真野田陽一
  - 美術：井上泰幸
  - 照明：原文良
  - 合成：松田博

## 挿入歌
「いっぽんどっこの唄」
作詞：星野哲郎 / 作曲：富侑栄 / 歌：植木等（東芝EMI）
植木がアカペラで歌っているが、水前寺清子のオリジナルとは微妙に歌詞が異なる。
「恋はそよ風」
作詞：橋本淳 / 作曲：筒美京平 / 歌：いしだあゆみ（日本コロムビア）
「悪気じゃないんだ」
作詞：青島幸男 / 作曲：萩原哲晶 / 歌：クレージーキャッツ（東芝EMI）
「キンキラキン」
作詞：田波靖男 / 作曲：萩原哲晶 / 歌：クレージーキャッツ（東芝EMI）